# Bihari Mal
Bihari Mal of Bharmal Kachhwa (rond 1495 - Amber, 27 januari 1574) was radja ("vorst") van de Rajputstaat Amber tussen 1548 en 1574. Door een verbond met de Mogolkeizer Akbar te sluiten won Amber aanzienlijk aan invloed ten opzichte van andere Rajputstaten. Bihari Mals dochter Harkha Bai huwde in 1562 met Akbar en werd diens favoriete vrouw.
Bihari Mal was de vierde zoon van radja Prithvi Singh, leider van de Kachhwastam van Rajputs. Zijn moeder Bala Bai was dochter van de vorst van Bikaner en stamde uit de Rathorestam. Na de dood van de vader regeerden eerst zijn oudere broers Puran Mal (1527-1534) en Bhim Singh (1534-1537) en neef Ratan Singh (1537-1548) over Amber. Ratan Singh werd in 1548 vermoord door zijn stiefbroer Askaran, maar de leiders accepteerden deze gang van zaken niet en wezen Bihari Mal als opvolger aan. 
Bihari Mals voorgangers hadden sinds 1526 de islamitische heersers van Delhi en Agra als soeverein erkend en Bihari Mal zette deze politiek voort. Hij steunde eerst sultan Islam Shah Suri en later keizer Akbar. Desondanks kwam het tot een conflict met de Mogolgouverneur van Mewar, die dreigde Amber in te nemen. Bihari Mal vroeg keizer Akbar daarop om hulp. Bij de ontmoeting stelde hij de keizer voor zijn dochter Harkha Bai te trouwen. Het huwelijk werd een paar maanden later gesloten en Harkha Bai nam de naam Mariam uz-Zamani aan. Ze werd in 1569 de moeder van Akbars oudste zoon, de latere keizer Jehangir. Ook stuurde Bihari Mal zijn zoon Bhagwant Das en kleinzoon Man Singh naar het keizerlijk hof. Beiden kregen hoge rangen in het bestuur van het Mogolrijk.
Bihari Mal stierf in 1574 en werd opgevolgd door zijn zoon Bhagwant Das.